# Jane Stevenson (política)
Jane Fiona Catherine Stevenson é uma política do Partido Conservador britânico que foi eleita Membro do Parlamento (MP) por Wolverhampton North East nas eleições gerais de 2019, quando derrotou a MP Trabalhista Emma Reynolds, que representava o eleitorado desde as eleições gerais de 2010.